# جيف فولكنير
جيف فولكنير (بالإنجليزية: Jeff Faulkner) هو لاعب كرة قدم أمريكية أمريكي، ولد في 4 أبريل 1964 في سانت توماس في الولايات المتحدة.

## وصلات خارجية
- جيف فولكنير على موقع كلية كرة السلة في سبورتس رفرنس.كوم (الإنجليزية)
- جيف فولكنير على موقع مرجع كرة القدم المحترفة.كوم (الإنجليزية)
- جيف فولكنير على موقع JustSportsStats.com (الإنجليزية)